# Chó Tamaska
Chó Tamaska là một giống chó lai Phần Lan đã được lai tạo đặc biệt giống như một con sói. Nó được lai tạo từ một số giống chó kéo xe, bao gồm Chó Husky Sibir và Alaska Malamute, và một số chó sói. Chó Tamaska đã được công nhận là giống chó bởi American Rare Breed Association. Giống này là một giống chó rất linh hoạt có thể nổi trội trong sự nhanh nhẹn, vâng lời và làm việc.

## Mô tả

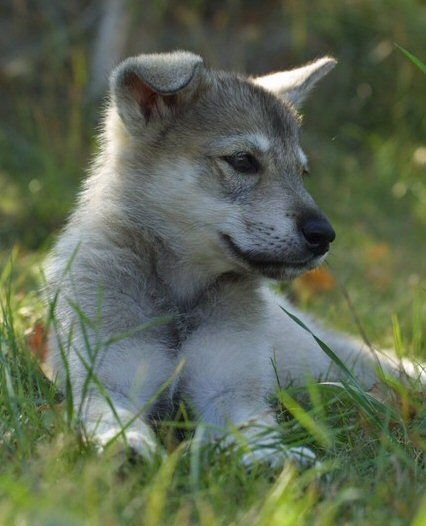
Chó con Tasmaska

Chó Tamaska là những con chó lớn, thể thao, và hơi cao hơn Chó chăn cừu Đức. Chúng lớn hơn đáng kể so với những con chó trượt tuyết thông thường nhưng nhỏ hơn Alaska Malamute.

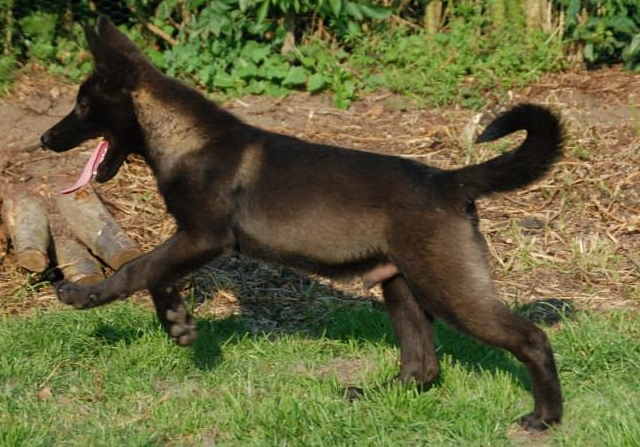
Chó Tasmaska đen

Trung bình, một con chó Tamaska cao 60–70 cm ở các vai và nặng khoảng 25–40 kg con đực Tamaska được ghi nhận nặng nhất (tính đến nay) chỉ nặng dưới 50 kg. Giống cái thường nhỏ hơn và nhẹ hơn giống đực. Con đực nặng hơn với đầu rộng hơn và cấu trúc xương nặng hơn. Tamaska có hình dạng lupine (chó sói) với một cái đuôi rậm rạp và bộ lông đôi dày có ba màu chính xám, đỏ xám, và đen xám. Mỗi sợi lông bảo vệ là agouti dải dọc theo chiều dài của nó. Đôi mắt có hình quả hạnh nhân từ màu vàng đến màu hổ phách và nâu, với đôi mắt màu sáng hơn là rất hiếm.

## Sức khỏe
Nhìn chung, giống chó Tamaska rất lành mạnh; chỉ có một vài vấn đề sức khỏe đáng chú ý ảnh hưởng đến tỷ lệ phần trăm nhỏ của các dòng máu cho đến nay. Khoảng 10% giống đực bị cryptorchidism (tinh hoàn lạc chỗ). Bệnh động kinh đã được chẩn đoán trong năm con chó, ảnh hưởng đến khoảng 1 trong số 100 con Tamaskans đăng ký trên toàn thế giới. Một số con chó đã được tìm thấy là những chất mang bệnh thoái hóa thần kinh. Như với tất cả các giống chó lớn, loạn sản hông là một nguy cơ.